# رالف إنيسون
رالف إنيسون (بالإنجليزية: Ralph Ineson)‏ هو ممثل بريطاني ولد في 15 ديسمبر 1969 فيليدز فيغرب يوركشير).  وقد عرف بتجسيد دور شخصية كريس فيش في المسلسل التلفزيوني المكتب في سنة 2001 إلى 2003. تم اختياره للعب دور من جماعة أكلة الموت وجسد الشخصية أميكوس كاروا في فيلم هاري بوتر والأمير الهجين . وهو الفيلم السادس لسلسلة أفلام هاري بوتر . وأيظا لعب في الفيلم صراع العروش (الموسم الثاني) .
في عام 2013. قام بتجسيد حركة القبطان تشارلز فاين في لعبة أساسنز كريد IV: بلاك فلاغ 

## أفلامه

### في السينما
- 1995: أول فارس للمخرج  جيري زاكر : بدور رالف
- 2001 : من الجحيم : بدور جوردي
- 2009 : هاري بوتر والأمير الهجين : بدور أميكوس
- 2010 :هاري بوتر والأقداس المهلكة - الجزء 1 بدورأميكوس
- 2011 :هاري بوتر والأقداس المهلكة - الجزء 2 بدور أميكوس
- 2014 : حراس المجرة
- 2015 :  كينغزمان: الاستخبارات السرية : شرطي
- 2015: الساحرة بدور وليام
- 2024: الفأل الأول

### في التلفاز
- 2001 - 2003 : المكتب : بدور كريس
- 2012 : صراع العروش : بدور ديغمار كلفتيجاو
- 2016 : كتاب الأدغال : بدور راما

### ألعاب فيديو
- 2013 : أساسنز كريد IV: بلاك فلاغ : بدور القرصان تشارلز فاين

## وصلات خارجية
- رالف إنيسون على موقع IMDb (الإنجليزية)
- رالف إنيسون على موقع روتن توميتوز (الإنجليزية)
- رالف إنيسون على موقع ألو سيني (الفرنسية)
- رالف إنيسون على موقع أول موفي (الإنجليزية)
- رالف إنيسون على موقع قاعدة بيانات الأفلام السويدية (السويدية)
- رالف إنيسون على موقع قاعدة بيانات الفيلم (الإنجليزية)
- رالف إنيسون على موقع كينوبويسك (الروسية)